# آرشاک آمیریان
آرشاک آمیریان (ارمنی: Արշակ Ամիրյան؛ زادهٔ ۱۱ سپتامبر ۱۹۷۷ در ایروان) بازیکن فوتبال در پست هافبک اهل ارمنستان است.

## باشگاهی
از باشگاه‌هایی که در آن بازی کرده‌است می‌توان به آرارات ایروان، آرارات تهران، ایروان، برق شیراز، اسپارتاک ایروان، گاندزاسار کاپان، بانانتس، اولیس اشاره کرد.

## تیم ملی
وی همچنین در تیم ملی فوتبال ارمنستان بازی کرده‌است. آمیریان نخستین و تنها بازی ملی خود را که یک بازی دوستانه بود در تاریخ ۲۱ نوامبر ۱۹۹۸ در ایروان در مقابل استونی انجام داده‌است.